# 绍韦
绍韦（法語：Chauvé，法語發音：[ʃove] ⓘ）是法国大西洋卢瓦尔省的一个市镇，位于该省西部偏南，属于圣纳泽尔区。

## 地理
绍韦（47°9'4"N, 1°59'10"W）面积40.98 平方千米，位于法国卢瓦尔河地区大区大西洋卢瓦尔省，该省份为法国西北部沿海省份，位于布列塔尼半岛东南部，北起伊勒-维莱讷省，西北接莫尔比昂省，西临大西洋，南至旺代省，东临曼恩-卢瓦尔省。
与绍韦接壤的市镇（或旧市镇、城区）包括：雷地区圣佩尔、雷地区绍姆、波尔尼克。
绍韦的时区为UTC+01:00、UTC+02:00（夏令时）。

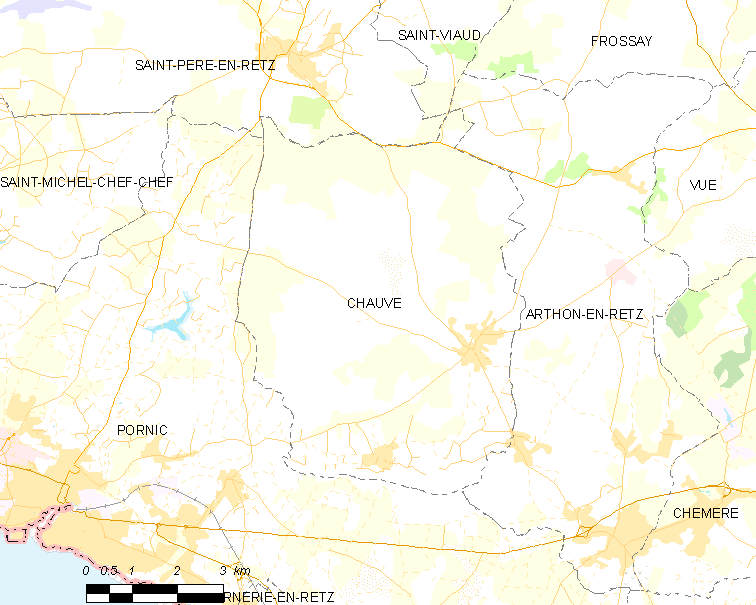
绍韦的OSM定位图

## 行政
绍韦的邮政编码为44320，INSEE市镇编码为44038。

## 政治
绍韦所属的省级选区为波尔尼克县。

## 人口

1962-2008年间绍韦人口变化图示

绍韦于2022年1月1日时的人口数量为3035人。

## 交通
大西洋卢瓦尔省省道D5线、D6线、D136线和D206线在镇中心交汇。